# أبو الحسن السندي (الكبير)
محمد بن عبد الهادي التتوي السندي ثم المدني المعروف بأبي الحسن السندي الكبير كان معروفا في الحديث، والفقه، أصله من تته السند. ولد في النصف الثاني من القرن الحادي عشر الهجري. لكن لا يعرف بالتحديد تاريخ مولده. وهو الإمام المحدث وصاحب الحواشي على الكتب الستة ومسند الإمام أحمد. توفي سنة 1138 هـ الموافق 1726م.